# 北川能
北川 能（きたがわ あとう、1947年10月 - ）は、日本の制御工学者。東京工業大学名誉教授。元日本フルードパワーシステム学会会長。

## 人物・経歴
1970年東京工業大学工学部制御工学科卒業。1973年東京工業大学大学院理工学研究科修士課程制御工学専攻修了。1978年東京工業大学大学院理工学研究科博士課程制御工学専攻満期退学。同年工学博士取得。1979年東京都立工業高等専門学校機械工学科講師。1982年東京工業大学工学部制御工学科助手。1984年東京工業大学工学部制御工学科助教授。1991年東京工業大学工学部制御工学科教授。1993年東京工業大学工学部制御システム工学科教授。2000年東京工業大学大学院理工学研究科機械制御システム専攻教授。2005年北京理工大学顧問教授。2008年日本フルードパワーシステム学会会長。2013年定年退職、東京工業大学名誉教授。日本フルードパワー工業会JIS原案作成本委員会委員長、計測自動制御学会評議員なども務めた。

## 受賞
- 1980年手島記念研究奨励賞[1]
- 1985年油空圧機器技術振興財団学術論文顕彰[1]
- 1987年油空圧機器技術振興財団学術論文顕彰[1]
- 1997年油空圧機器技術振興財団学術論文顕彰[1]
- 2003年手島工業教育資金団発明賞[1]
- 2005年日本フルードパワーシステム学会学術論文賞[1]
- 2007年油空圧機器技術振興財団学術論文顕彰[1]
- 2010年油空圧機器技術振興財団学術論文顕彰[1]
- 2011年ROBOMEC表彰[3]
- 2011年計測自動制御学会産業応用部門功績賞[3]
- 2011年日本フルードパワーシステム学会フェロー[7]
- 2012年Best Service Robotics Paper Award Winner,Best Conference Paper Award Finalist, IEEE International Conference on Robotics and Automation[3]
- 2013年日本フルードパワーシステム学会学術貢献賞[8]
- 2015年The Best Paper Award, Journal of Robotics and Mechatronic[3]